# Crocodylus acutus

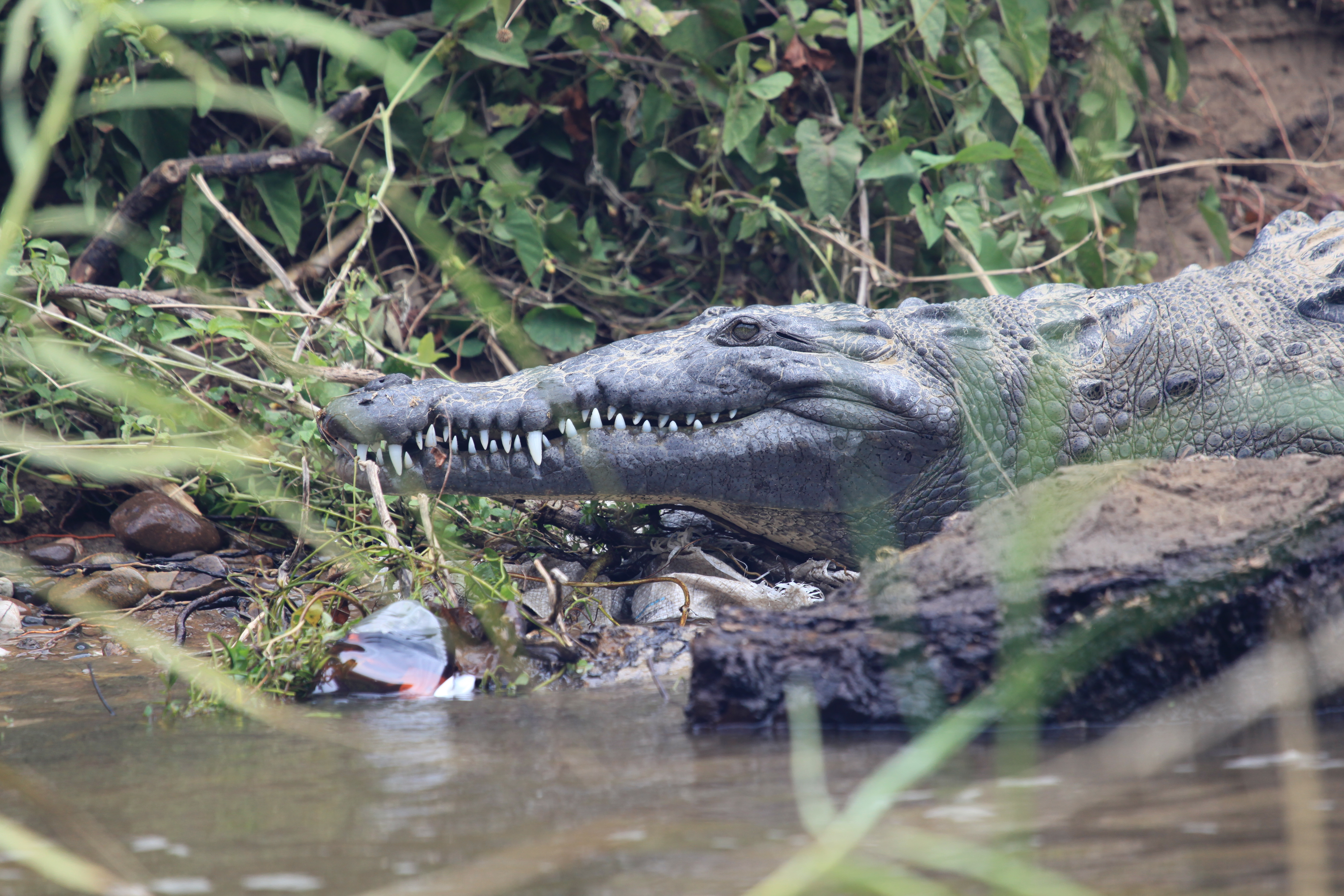
Cocodrilo americano en Chiapas (México).

El cocodrilo americano, también conocido como lagarto real, lagarto amarillo o cocodrilo de río, asimismo como cocodrilo narigudo, cocodrilo aguja, cocodrilo de la costa (Ecuador), caimán de la costa (Venezuela), caimán aguja (Colombia) o cocodrilo de Tumbes (Perú) (Crocodylus acutus), pertenece a la familia de Crocodylidae. Se le suele confundir con aligátores (Alligator) con los cuales está poco emparentado, estos últimos son más próximos a los caimanes, como el yacaré overo (Caiman latirostris). La diferencia física entre ambos grupos es importante, lo que permite identificarlos sin problema.

## Descripción
Se distingue por su gran tamaño, generalmente entre 3 y 4 m, llegando hasta los  6.1 m. Posee un hocico notablemente alargado y con dientes. La longitud total de los adultos es de unos 6 m y su peso medio es de 500 kg, siendo el segundo cocodrilo de América en tamaño, solo después del cocodrilo del Orinoco del cual se han reportado individuos de hasta 7 m.
Su cabeza es estrecha y larga, con el morro ligeramente curvado, del que sobresalen los dientes cuando la boca está cerrada. Las escamas son de color claro y sobresalen más que en el aligátor (Alligator mississippiensis), mientras que las patas son más cortas y la cola está muy desarrollada. Su dorso es grisáceo, presenta flecos y manchas oscuras, el vientre no tiene marcas. Tiene una musculosa y gruesa cola. Los párpados se abren y cierran lateralmente y están provistos de glándulas que secretan el exceso de sal a través de los ojos en forma de las famosas “lágrimas de cocodrilo”, razón por la cual pueden vivir tanto en aguas dulces como salobres e incluso adentrarse en el mar para colonizar nuevos territorios. Debido a su metabolismo ectotermo, pueden pasar largos periodos de tiempo sin comer y hasta dos horas sin respirar.

## Distribución
Se lo encuentra desde la Florida, EE. UU. y México hasta el norte de Venezuela y Perú, incluyendo las islas de las Antillas, algunas islas del Mar Caribe y zonas costeras del golfo de México (incluyendo la península de Yucatán), hasta ríos de la costa caribeña de Honduras, Nicaragua, Costa Rica, Panamá, Colombia y Venezuela. En países como Perú y Ecuador la especie se halla en peligro crítico de extinción junto con el cocodrilo del Orinoco (Crocodylus intermedius). La caza implacable para obtener su piel redujo el número drásticamente en la década de 1960. Ahora hay restricciones que controlan el comercio de caimanes y sus pieles.
Una de las más grandes poblaciones de la especie en Sudamérica se encuentra en el  Parque nacional Morrocoy en Venezuela donde se encuentran poblaciones de más de 500 especímenes, además de que los proyectos de conservación de la especie en dicho país liberan unas 100 crías por año.
El ejemplar más grande en cautiverio de que se tiene registro era un cocodrilo llamado Papillón, el cual se encontraba en el área zoológica del Parque-Museo La Venta en Villahermosa, Tabasco. México, en donde vivió por más de 40 años. Murió el 21 de enero de 2014. Medía 4,2 metros y pesaba 450 kilogramos. Tenía alrededor de 80 años. Papillón había escapado tres veces de su estanque; en una de esas ocasiones fue lastimado por algunos pescadores, los cuales lo dejaron casi ciego. Actualmente aún puede ser observado ya que fue disecado y se encuentra expuesto en una sala especial donde puede seguir siendo admirado por su gran tamaño.

### Hábitat
Habita cuerpos de agua permanente como lagunas costeras, esteros y estuarios de ríos y arroyos, cuya vegetación dominante son manglares, carrizos y otra vegetación acuática. En el Pacífico su hábitat presenta clima cálido subhúmedo con lluvias en verano y 5.6% de lluvia. Además el cocodrilo americano (Crocodylus acutus) tolera el agua salada y es una de las pocas especies de cocodrilos que pueden habitar tanto en agua dulce como en ambientes marinos. Posee glándulas de sal en la lengua que le permiten excretar el exceso de sal, lo que le facilita vivir en estuarios, manglares y hasta en mar abierto por períodos cortos. Sin embargo, suele preferir aguas salobres o de baja salinidad, como desembocaduras de ríos y lagunas costeras.
Se distribuye desde el extremo sur de Florida en Estados Unidos, por las costas del Pacífico y Atlántico del sur de México, América Central y en Sudamérica, por la costa del Pacífico de Colombia, Ecuador y norte de Perú, en la región Caribe de Colombia y toda la costa de Venezuela, y en algunas islas de Caribe como Cuba, Jamaica, Haití y República Dominicana.  En Ecuador se la encuentra en las provincias de Guayas y Loja. Se encuentra en tierras bajas de 0–200 m, habitando la desembocadura de grandes ríos en zonas costeras, ingresa en aguas salobres (e hipersalinas), manglares y coloniza islas oceánicas, cruzando a través del mar abierto. Se encuentra también en lagunas costeras, ciénegas de agua dulce o salobre, así como en remansos de grandes ríos continentales y cuerpos de agua dulce (reservorios) considerablemente alejados de la costa.
En Perú el Cocodrilo americano o también llamado Cocodrilo de Tumbes (Crocodylus acutus), es una especie que históricamente habitaba en el norte del Perú, desde el río Zarumilla en Tumbes hasta el río Chira en Piura. Sin embargo, informes recientes indican que esta especie ha desaparecido de la cuenca del río Chira, restringiéndose actualmente a áreas como los esteros y manglares de Tumbes y a lo largo del río Puyango-Tumbes.
Así mismo, la reintroducción del cocodrilo de Americano (Crocodylus acutus) en la cuenca del río Chira sería fundamental para restaurar el equilibrio ecológico, conservar una especie en peligro y generar beneficios socioeconómicos en la región. Como depredador tope, este reptil regula las poblaciones de peces y otros animales, evitando el desbalance en la cadena trófica y contribuyendo a la salud de los humedales, lo que mejora la biodiversidad y la calidad del agua. Además, recuperar su distribución histórica permitiría fortalecer la diversidad genética y garantizar la viabilidad de la especie a largo plazo. Desde el punto de vista social y económico, su presencia impulsaría el ecoturismo, generando empleo y promoviendo la educación ambiental, además de rescatar su valor cultural y científico. Asimismo, los humedales donde habita este cocodrilo juegan un papel clave en la retención de agua, ayudando a mitigar los efectos del cambio climático, como sequías e inundaciones. Para que la reintroducción sea exitosa, sería necesario evaluar las condiciones del hábitat, controlar amenazas como la caza ilegal y promover la participación de las comunidades locales en su conservación.

## Comportamiento

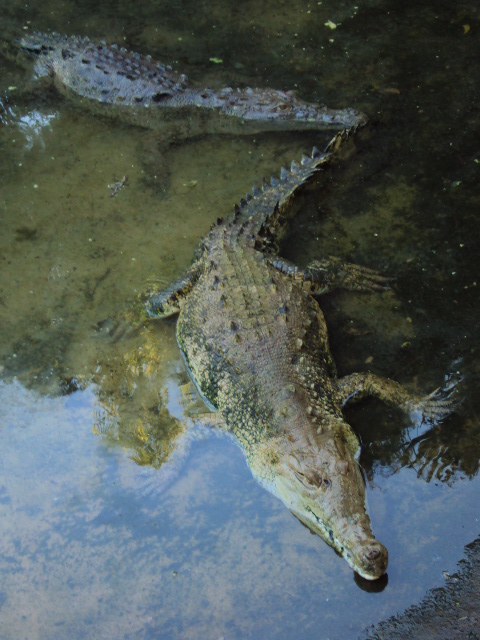
Macho y hembra de cocodrilo americano en el Zoológico de Paraguaná.

### Alimentación
Se alimenta de aves y toda clase de vertebrados, incluidos mamíferos de gran tamaño que caza por sorpresa cuando se acercan a beber agua.
Cuando recién eclosionan, comen insectos, peces y otros animales pequeños, conforme van ganando talla, empiezan a comer animales de mayor tamaño como pueden ser aves, reptiles y algunos mamíferos que estén a su alcance, una vez que son adultos y tienen el tamaño suficiente para arrastrar animales más grandes al agua, empiezan a comer mamíferos de mayor tamaño como son borregos, cerdos, becerros, vacas y en algunas ocasiones: humanos. También son caníbales y comen ejemplares de su misma especie de menor tamaño, hay teorías que lo hacen por sobrevivencia y para evitar competencia.

### Reproducción
La reproducción es estacional y tras el apareamiento cada hembra suele poner una media de 39 huevos, a veces en nidos compartidos, que cuidan hasta que estos eclosionan y tras lo cual las madres desentierran a los pequeños y los conducen hasta el agua.
Cuando nacen, las madres lo llevan en el hocico.

### Relación con el hombre
Su carácter es mucho más peligroso que el del aligátor (Alligator mississippiensis), pues no duda en atacar a los humanos al verse invadido. En Estados Unidos es una especie protegida desde el año 1975. En México, es una especie considerada en riesgo sujeta a protección especial, según la NOM-059-SEMARNAT-2010.

## Estado de conservación
Está catalogado como vulnerable desde 1994.

### Historia
- 2012 - Vulnerable
- 1996 - Vulnerable
- 1994 - Vulnerable (Groombridge 1994)
- 1990 - En peligro de extinción (IUCN 1990)
- 1988 - En peligro de extinción (IUCN Conservation Monitoring Centre 1988)
- 1986 - En peligro de extinción (IUCN Conservation Monitoring Centre 1988)[1]

### Riesgo
Entre los principales riesgos que le amenazan se encuentra su eventual captura y explotación (se sabe de la existencia de captura clandestina y comercio ilegal de pieles). Otros riesgos son la destrucción y fragmentación del hábitat por actividades humanas y la creciente contaminación. En algunos lugares, el ataque a humanos conlleva a la eliminación de individuos de la especie e incluso de poblaciones.En México, la NOM-059-SEMARNAT-2010 considera a la especie como sujeta a protección especial; la UICN2019-1 como vulnerable. 

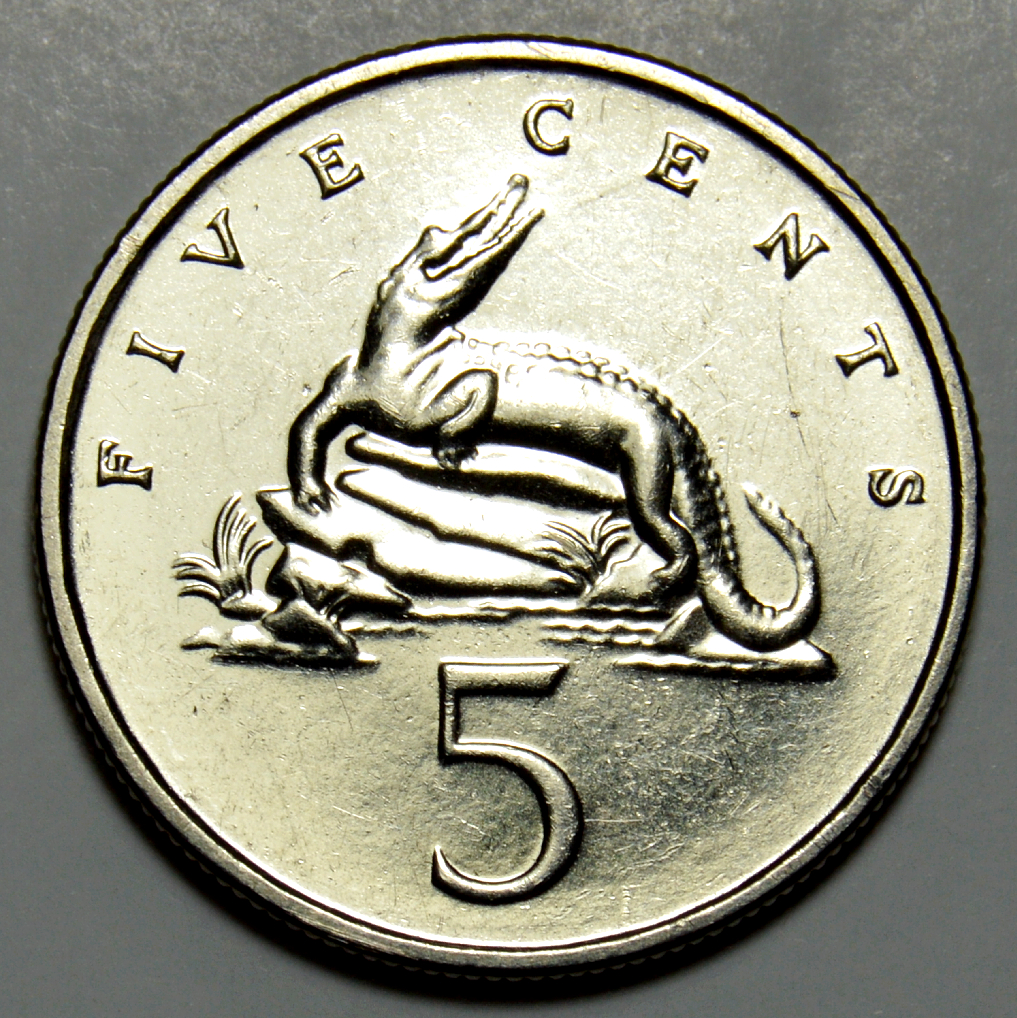
Moneda jamaiquina de 5 centavos del año 1991, con el Crocodylus acutus como protagonista

## Rol cultural y simbólico

### Numismática
El cocodrilo americano ha sido homenajeado en distintas monedas conmemorativas de países americanos. Por ejemplo, Jamaica emitió monedas circulantes de 5 centavos con este reptil como protagonista entre los años 1969 y 1993, así como emisiones de colección en 1981.
En el año 2000, en México, se acuñó una moneda conmemorativa a este cocodrilo, bajo el nombre "cocodrilo de río".
También ha sido recientemente retratado en la serie numismática Fauna Silvestre Amenazada del Perú, en una moneda de 1 sol, emitida en 2017, en la que se lo llama "cocodrilo de Tumbes".

Escudo nacional de Jamaica, con el cocodrilo americano en la parte superior

### Símbolo nacional
Desde el año 1875, en sus distintas variantes, el cocodrilo americano ha aparecido en la parte superior del escudo nacional de Jamaica.